# Newton Solney
Newton Solney är en  by och en civil parish i South Derbyshire i Derbyshire i England, i den södra delen av landet, 180 km nordväst om huvudstaden London. Orten har 659 invånare (2011). Byn nämndes i Domedagsboken (Domesday Book) år 1086, och kallades då Newetun.